# Polythlipta peragrata
Polythlipta peragrata is een vlinder van de familie van de grasmotten (Crambidae). De wetenschappelijke naam van deze soort is voor het eerst voorgesteld door Frederic Moore in een publicatie uit 1888.
De soort komt voor in India (West-Bengalen).